# Allweiler
Die Allweiler GmbH in Radolfzell am Bodensee ist der älteste deutsche Hersteller von Pumpen. Das Unternehmen wurde 1860 von Gotthard Allweiler gegründet. Seit 2017 gehört es zur Firmengruppe Circor International.